# Utica (Kansas)
Pour les articles homonymes, voir Utica.
Utica est une municipalité américaine située dans le comté de Ness au Kansas.
Lors du recensement de 2010, sa population est de 158 habitants. La municipalité s'étend alors sur une superficie de 0,24 mille carré (0,62 km2).
En 1879, deux bureaux de poste sont ouverts dans le comté : Utica et Saint Sophia. En 1883, le bureau d'Utica ferme mais celui de Saint Sophia est transféré dans la ville. Celle-ci est nommée par l'un de ses premiers habitants, C. W. Bell, originaire d'Utica (New York).
La grange Thornburg, située au nord-ouest d'Utica, est inscrite au Registre national des lieux historiques. Construite en 1929, c'est l'un des meilleurs exemples de granges à toit mansardé (gambrel-roof barn) typiques de la région.